# Gran Premio motociclistico d'Argentina 1999
Il Gran Premio motociclistico d'Argentina 1999 corso il 31 ottobre, è stato il sedicesimo e ultimo Gran Premio della stagione 1999 del motomondiale e ha visto vincere: la Suzuki di Kenny Roberts Jr nella classe 500, Olivier Jacque nella classe 250 e Marco Melandri nella classe 125.
Si è trattato della decima edizione del Gran Premio svoltosi in Argentina, dopo questa edizione viene tolto dal calendario del motomondiale, per poi rientrare nel 2014.

## Classe 500

### Arrivati al traguardo
| Pos | Nº | Pilota                   | Squadra                    | Motocicletta | Giri | Tempo     | Griglia | Punti |
| --- | -- | ------------------------ | -------------------------- | ------------ | ---- | --------- | ------- | ----- |
| 1   | 10 | Kenny Roberts Jr         | Suzuki Grand Prix          | Suzuki       | 27   | 47:23.710 | 1       | 25    |
| 2   | 2  | Max Biaggi               | Marlboro Yamaha            | Yamaha       | 27   | +2.033    | 4       | 20    |
| 3   | 6  | Norick Abe               | Antena 3 Yamaha-D'Antin    | Yamaha       | 27   | +2.631    | 6       | 16    |
| 4   | 4  | Carlos Checa             | Marlboro Yamaha            | Yamaha       | 27   | +4.340    | 7       | 13    |
| 5   | 3  | Àlex Crivillé            | Repsol Honda               | Honda        | 27   | +4.451    | 3       | 11    |
| 6   | 15 | Sete Gibernau            | Repsol Honda               | Honda        | 27   | +24.878   | 13      | 10    |
| 7   | 19 | John Kocinski            | Kanemoto Nettaxi Honda     | Honda        | 27   | +25.338   | 11      | 9     |
| 8   | 5  | Alex Barros              | Team Telefonica unifon     | Honda        | 27   | +26.387   | 10      | 8     |
| 9   | 14 | Juan Bautista Borja      | Team Telefonica unifon     | Honda        | 27   | +31.868   | 9       | 7     |
| 10  | 17 | Jurgen van den Goorbergh | Biland GP1                 | MuZ-Weber    | 27   | +37.536   | 5       | 6     |
| 11  | 31 | Tetsuya Harada           | Aprilia Grand Prix Racing  | Aprilia      | 27   | +38.553   | 16      | 5     |
| 12  | 55 | Régis Laconi             | Red Bull Yamaha WCM        | Yamaha       | 27   | +47.953   | 19      | 4     |
| 13  | 24 | Garry McCoy              | Red Bull Yamaha WCM        | Yamaha       | 27   | +48.083   | 18      | 3     |
| 14  | 68 | Mark Willis              | Buckley Systems BSL Racing | Modenas KR3  | 27   | +52.512   | 14      | 2     |
| 15  | 26 | Haruchika Aoki           | F.C.C. TSR                 | TSR-Honda    | 27   | +53.237   | 15      | 1     |
| 16  | 25 | José Luis Cardoso        | Maxon TSR                  | TSR-Honda    | 27   | +1:27.780 | 12      |       |
| 17  | 22 | Sébastien Gimbert        | Tecmas Honda Elf           | Honda        | 27   | +1:27.951 | 21      |       |
| 18  | 20 | Mike Hale                | Proton KR Modenas          | Modenas KR3  | 27   | +1:45.173 | 22      |       |
| 19  | 21 | Michael Rutter           | Millar Honda               | Honda        | 26   | +1 giro   | 23      |       |
| 20  | 37 | Steve Martin             | Dee Cee Jeans Racing       | Honda        | 26   | +1 giro   | 24      |       |

### Ritirati
| Nº | Pilota         | Squadra           | Motocicletta | Giri | Griglia |
| -- | -------------- | ----------------- | ------------ | ---- | ------- |
| 52 | David de Gea   | Proton KR Modenas | Modenas KR3  | 14   | 20      |
| 8  | Tadayuki Okada | Repsol Honda      | Honda        | 12   | 2       |
| 9  | Nobuatsu Aoki  | Suzuki Grand Prix | Suzuki       | 6    | 8       |

### Non partito
| Nº | Pilota         | Moto      | Griglia |
| -- | -------------- | --------- | ------- |
| 35 | Anthony Gobert | MuZ-Weber | 17      |

## Classe 250

### Arrivati al traguardo
| Pos | Nº | Pilota           | Squadra                    | Motocicletta | Giri | Tempo     | Griglia | Punti |
| --- | -- | ---------------- | -------------------------- | ------------ | ---- | --------- | ------- | ----- |
| 1   | 19 | Olivier Jacque   | Chesterfield Yamaha Tech 3 | Yamaha       | 25   | 44:34.817 | 2       | 25    |
| 2   | 4  | Tōru Ukawa       | Shell Advance Honda        | Honda        | 25   | +9.236    | 7       | 20    |
| 3   | 46 | Valentino Rossi  | Aprilia Grand Prix Racing  | Aprilia      | 25   | +17.573   | 1       | 16    |
| 4   | 12 | Sebastián Porto  | Semprucci Biesse-Group     | Yamaha       | 25   | +21.735   | 4       | 13    |
| 5   | 56 | Shin'ya Nakano   | Chesterfield Yamaha Tech 3 | Yamaha       | 25   | +26.791   | 9       | 11    |
| 6   | 7  | Stefano Perugini | Fila Watches Honda         | Honda        | 25   | +33.162   | 3       | 10    |
| 7   | 44 | Roberto Rolfo    | Vasco Rossi Racing         | Aprilia      | 25   | +33.673   | 8       | 9     |
| 8   | 14 | Anthony West     | Shell Advance Honda        | TSR-Honda    | 25   | +40.963   | 21      | 8     |
| 9   | 11 | Tomomi Manako    | Yamaha Kurz Aral           | Yamaha       | 25   | +44.523   | 6       | 7     |
| 10  | 66 | Alex Hofmann     | Racing Factory             | TSR-Honda    | 25   | +50.445   | 16      | 6     |
| 11  | 6  | Ralf Waldmann    | Aprilia Germany            | Aprilia      | 25   | +52.881   | 10      | 5     |
| 12  | 24 | Jason Vincent    | Padgetts HRC Shop          | Honda        | 25   | +1:10.078 | 18      | 4     |
| 13  | 18 | Scott Smart      | Sabre Docshop Racing       | Aprilia      | 25   | +1:10.268 | 19      | 3     |
| 14  | 10 | Fonsi Nieto      | Antena 3 Yamaha-D'Antin    | Yamaha       | 25   | +1:10.481 | 17      | 2     |
| 15  | 36 | Masaki Tokudome  | Dee Cee Jeans Racing       | TSR-Honda    | 25   | +1:11.156 | 13      | 1     |
| 16  | 41 | Jarno Janssen    | Rizla Honda                | TSR-Honda    | 25   | +1:13.021 | 25      |       |
| 17  | 17 | Maurice Bolwerk  | Rizla Honda                | TSR-Honda    | 25   | +1:13.279 | 22      |       |
| 18  | 16 | Johan Stigefelt  | Edo Racing                 | Yamaha       | 25   | +1:19.235 | 20      |       |
| 19  | 95 | Leandro Mulet    | Lozano Racing              | Honda        | 24   | +1 giro   | 29      |       |
| 20  | 98 | Leandro Giuggia  | Daniel Rios Racing         | Yamaha       | 24   | +1 giro   | 30      |       |

### Ritirati
| Nº | Pilota           | Squadra                 | Motocicletta | Giri | Griglia |
| -- | ---------------- | ----------------------- | ------------ | ---- | ------- |
| 1  | Loris Capirossi  | Elf Axo Honda Gresini   | Honda        | 18   | 12      |
| 94 | Gabriel Borgmann | RC Competicion          | Yamaha       | 10   | 26      |
| 15 | David García     | Antena 3 Yamaha-D'Antin | Yamaha       | 9    | 23      |
| 23 | Julien Allemand  | Tecmas Honda Elf        | TSR-Honda    | 7    | 15      |
| 37 | Luca Boscoscuro  | Polini                  | TSR-Honda    | 6    | 14      |
| 96 | Diego Pierluiggi | Honda Gregorio Racing   | Honda        | 6    | 27      |
| 21 | Franco Battaini  | FGF Battaini Racing     | Aprilia      | 2    | 5       |
| 58 | Matias Rios      | PR2 Mitsubishi          | Aprilia      | 1    | 24      |
| 32 | Markus Barth     | Yamaha Kurz Aral        | Yamaha       | 0    | 28      |

### Non partito
| Nº | Pilota            | Moto    | Griglia |
| -- | ----------------- | ------- | ------- |
| 9  | Jeremy McWilliams | Aprilia | 11      |

### Non qualificato
| Nº | Pilota      | Moto   |
| -- | ----------- | ------ |
| 97 | Roger Buffa | Yamaha |

## Classe 125

### Arrivati al traguardo
| Pos | Nº | Pilota             | Squadra                  | Motocicletta | Giri | Tempo     | Griglia | Punti |
| --- | -- | ------------------ | ------------------------ | ------------ | ---- | --------- | ------- | ----- |
| 1   | 13 | Marco Melandri     | Benetton Playlife        | Honda        | 23   | 42:37.380 | 2       | 25    |
| 2   | 7  | Emilio Alzamora    | Via Digital Team         | Honda        | 23   | +0.219    | 3       | 20    |
| 3   | 15 | Roberto Locatelli  | Vasco Rossi Racing       | Aprilia      | 23   | +1.104    | 4       | 16    |
| 4   | 23 | Gino Borsoi        | Semprucci Biesse-Group   | Aprilia      | 23   | +7.437    | 6       | 13    |
| 5   | 32 | Mirko Giansanti    | Kappa Racing             | Aprilia      | 23   | +26.706   | 17      | 11    |
| 6   | 16 | Simone Sanna       | Polini                   | Honda        | 23   | +31.421   | 14      | 10    |
| 7   | 8  | Gianluigi Scalvini | Inoxmacel Fontana Racing | Aprilia      | 23   | +32.023   | 11      | 9     |
| 8   | 26 | Ivan Goi           | Matteoni Racing          | Honda        | 23   | +42.968   | 15      | 8     |
| 9   | 22 | Pablo Nieto        | Festina-Derbi            | Derbi        | 23   | +47.164   | 22      | 7     |
| 10  | 12 | Randy de Puniet    | Scrab Competition        | Aprilia      | 23   | +49.693   | 19      | 6     |
| 11  | 11 | Max Sabbatani      | Matteoni Racing          | Honda        | 23   | +53.118   | 13      | 5     |
| 12  | 9  | Frédéric Petit     | Racing Moto Sport        | Aprilia      | 23   | +53.329   | 21      | 4     |
| 13  | 24 | Robbin Harms       | Mayer-Rubatto Racing     | Aprilia      | 23   | +57.343   | 24      | 3     |

### Ritirati
| Nº | Pilota            | Squadra               | Motocicletta | Giri | Griglia |
| -- | ----------------- | --------------------- | ------------ | ---- | ------- |
| 18 | Reinhard Stolz    | Polini                | Honda        | 22   | 12      |
| 54 | Manuel Poggiali   | Kappa Racing          | Aprilia      | 20   | 5       |
| 6  | Noboru Ueda       | Givi Honda LCR        | Honda        | 17   | 7       |
| 21 | Arnaud Vincent    | C.C. Valencia         | Aprilia      | 16   | 18      |
| 29 | Ángel Nieto Jr    | Via Digital Team      | Honda        | 11   | 20      |
| 17 | Steve Jenkner     | Marlboro Team ADAC    | Aprilia      | 10   | 16      |
| 5  | Lucio Cecchinello | Givi Honda LCR        | Honda        | 7    | 10      |
| 10 | Jerónimo Vidal    | C.C. Valencia         | Aprilia      | 6    | 9       |
| 1  | Kazuto Sakata     | M.T.P. - Team Pileri  | Honda        | 3    | 23      |
| 4  | Masao Azuma       | Benetton Playlife     | Honda        | 1    | 1       |
| 99 | Jason Di Salvo    | Polini / Alien Racing | Honda        | 0    | 25      |

### Non partito
| Nº | Pilota    | Moto  | Griglia |
| -- | --------- | ----- | ------- |
| 41 | Yōichi Ui | Derbi | 8       |

### Non qualificato
| Nº | Pilota        | Moto   |
| -- | ------------- | ------ |
| 87 | Franco Lessio | Yamaha |